# Тудэвийн Лхамсурэн
Тудэвийн Лхамсурэн (монг. Түдэвийн Лхамсүрэн) — монгольский биатлонист, участник зимних Олимпийских игр 1964 года.

## Карьера
Тудэвийн Лхамсурэн был одним из 13-ти представителей Монголии, в 1964 году впервые принимавшей участие в зимних Олимпийских играх.
Он выступил только в одной гонке – индивидуальной. На дистанции Тудэвийн показал худшее время лыжного хода – 1 час 37 минут и 10,1 секунд, но, допустив только 8 промахов на огневых рубежах, сумел подняться на 44-е место среди 49-ти финишировавших участников.

### Участие в Олимпийских играх
| Год  | Место проведения | Инд |
| 1964 | Иннсбрук         | 44  |